# Zdarzyło się to w Lampadeforii
Zdarzyło się to w Lampadeforii (bułg. Това се случи в Лампадефория) – opowiadanie Swetosława Minkowa, opublikowane w 1934 roku. Opowiadanie jest rodzajem satyrycznego pamfletu, w którym charakterystyczne dla Minkowa połączenie ironii, satyry i groteski służy do mocnego podkreślenia aktualnych problemów społecznych i politycznych.

## Treść
W Lampadeforii, kraju którego nie ma na żadnych mapach, ale który istnieje, szaleje kryzys. Likwidowane są zakłady pracy, bezrobocie gwałtownie wzrasta. Po długich debatach w parlamencie opracowany zostaje plan naprawczy. Następnego dnia w całym kraju ogłoszony zostaje manifest, w którym ludność, wobec trudności wewnętrznych kraju, wezwana zostaje do spełnienia wielkiego, patriotycznego czynu, czyli do żywienia się trawą. Bezrobotni Lampadeforianie przyjmują manifest z entuzjazmem, wychodzą na łąki i zaczynają jeść nie tylko trawę, ale także osty. Któregoś ranka Lampadeforianie w cudowny sposób zamieniają się w owce i jest to punkt zwrotny całej historii, przyczyniający się do opanowania kryzysu w Lampadeforii. Ministrowie doją teraz owce i strzygą je, z wełny wyrabiają tkaniny, z mleka - ser, a eksport tych dóbr za granicę przyczynia się do dobrobytu w Lampadeforii.
Opowiadanie składa się z dwóch części. W pierwszej narrator opowiada o sytuacji w Lampadeforii, o manifeście wydanym przez parlament i podpisanym przez władcę oraz o przemianie bezrobotnych w owce. Drugą część stanowi rozmowa z diabłem dziadka Sabaotha (Boga), siedzącego w piżamie w swej rezydencji na planetoidzie Cererze.
W pierwotnej wersji utworu manifest, wydany przez parlament Lampadeforii podpisany jest przez władcę Bodila III (bułg. bodil – "kolec, oset"). Ze względu na skojarzenia z panującym wówczas w Bułgarii Borysem III imię lampadeforiańskiego władcy zostało przed wydaniem ocenzurowane i zastąpione imieniem Kaktus I. Ta różnica w nazewnictwie widoczna jest w dwu przekładach opowiadania na język polski. W opublikowanym w 1954 r. w zbiorze Antologia noweli bułgarskiej przekładzie opowiadania Zdarzyło się to w Lampadeforii pod manifestem podpisany jest Kaktus I – Król Lampadeforii (s. 477). Natomiast w wyborze opowiadań Swetosława Minkowa Alchemia miłości (Warszawa 1966) pojawia się imię Bodil III (s. 47). Cenzura pozostawiła natomiast bez zmian ironiczną charakterystykę władcy Bodila III, który interesuje się entomologią i więcej uwagi poświęca nowemu okazowi owada z Malajów, niż sytuacji poddanych. Jest to aluzja do przyrodniczych zainteresowań Borysa III.